# Miniyeh-Danniyeh
Miniyeh-Danniyeh är ett distrikt i Libanon.   Det ligger i guvernementet Mohafazat Liban-Nord, i den norra delen av landet, 80 kilometer nordost om huvudstaden Beirut.
Trakten runt Miniyeh-Danniyeh består till största delen av jordbruksmark. Runt Miniyeh-Danniyeh är det tätbefolkat, med 356 invånare per kvadratkilometer.